# Черныш, Николай Константинович
Николай Константинович Черныш (16 мая 1938, Чугуев, Харьковская область — 5 сентября 2018, Белгород) — советский и российский театральный актёр, режиссёр, педагог, народный артист РСФСР (1986).

## Биография
Николай Константинович Черныш родился 16 мая 1938 года в городе Чугуев Харьковской области. В 1961 году окончил актёрский факультет Харьковского театрального института. 
В 1962—1962 годах работал в Закарпатском украинском музыкально-драматическом театре в Ужгороде. В 1962—1965 годах играл в Северо-Казахстанском русском драматическом театре им. Н. Погодина. В 1965—1967 годах был актёром Архангельском театре драмы им. М. В. Ломоносова.
В 1967—2007 годах — артист Белгородского драматического театра им. М. С. Щепкина. 
За свою творческую жизнь сыграл 160 ролей, поставил как режиссёр 40 спектаклей на театральной сцене.
С 2002 года преподавал на кафедре театрального творчества Белгородского государственного института культуры и искусств, профессор, член худсовета института.
Умер 5 сентября 2018 года в Белгороде на 81-м году жизни.

## Награды и премии
- Заслуженный артист РСФСР (17.04.1978).
- Народный артист РСФСР (1.10.1986).
- Медаль «За освоение целинных земель».
- Медаль «В ознаменование 100-летия со дня рождения Владимира Ильича Ленина».
- Медаль Ордена «За заслуги перед землей Белгородской» II степени.
- Пятикратный лауреат Областной театральной премии имени М. С. Щепкина.
- Дипломант Шестого Всероссийского театрального фестиваля «Голоса истории» (Вологда, 2001, за режиссуру спектакля «Креститель» С. Таюшева).
- Дипломант Второго международного театрального фестиваля «Старейшие театры России» (Калуга, 2005, за исполнение роли Прибыткова в спектакле «Последняя жертва» А. Островского).

## Работы в театре
- «Светит, да не греет» А. Н. Островского и Н. Я. Соловьева — Рабачев
- «Бешеные деньги» А. Островского — Васильков
- «Свои люди — сочтемся» А. Островского — Подхалюзин
- «Свадьба Кречинского» А. Сухово-Кобылина — Расплюев
- «Отелло» У. Шекспира — Яго
- «Женитьба» Н. Гоголя — Кочкарёв
- «Мещане» М. Горького — Нил
- «Ричард III» У. Шекспира — Ричард
- «Страсти под вязами» Ю. О`Нила — Эфраим Кэбот
- «Игра теней» Ю. Эдлиса — Цезарь
- «Месяц в деревне» И. Тургенева — Шпигельский
- «Овод» по Э. Л. Войнич — Артур
- «Человек и джентльмен» Э. Де Филиппо — Дженнаро де Сиа
- «Прощальная гастроль князя К.» по повести Ф. Достоевского «Дядюшкин сон» — Князь К.
- «Три сестры» А. Чехова — Чебутыкин
- «Обыкновенная история» И. Гончарова — Пётр Иванович Адуев
- «Последняя жертва» А. Островского — Прибытков
- «Горе от ума» А. Грибоедова — Фамусов

## Фильмография
- 2002 — Жил-был актёр (документальный)